# Nati nel 1942/Giugno
| Questa pagina contiene informazioni ricavate automaticamente dalle voci biografiche con l'ausilio del template Bio e di un bot. L'aggiornamento è periodico e automatico e ricostruisce completamente la pagina. Se manca una persona in questa lista, sei pregato di non aggiungerla, ma accertati piuttosto che la sua voce biografica contenga il template Bio e che i dati anagrafici siano correttamente compilati. Se il template Bio manca, inseriscilo tu stesso o, in alternativa, metti l'avviso {{tmp\|Bio}} che ne segnala la mancanza. Se i dati riportati sono sbagliati, correggi direttamente la voce biografica; le modifiche saranno visibili in questa lista entro pochi giorni. Per chiarimenti vedi il progetto biografie. La lista contiene solo le 195 persone che sono citate nell'enciclopedia e per le quali è stato implementato correttamente il template Bio. Pagina aggiornata al 18 ago 2025. |

- 1º giugno - Fernando Atzori, pugile italiano († 2020)
- 1º giugno - Robert Geroch, fisico e matematico statunitense
- 1º giugno - Vladimir Grammatikov, attore e regista sovietico
- 1º giugno - Oleh Krysa, violinista sovietico
- 1º giugno - Honorino Landa, allenatore di calcio e calciatore cileno († 1987)
- 1º giugno - Tom Mankiewicz, sceneggiatore, regista e produttore cinematografico statunitense († 2010)
- 1º giugno - Lucio Marengo, politico italiano
- 1º giugno - Shukri Mustafa, terrorista egiziano († 1978)
- 1º giugno - Paco Peña, chitarrista e compositore spagnolo
- 1º giugno - Alberto Radius, chitarrista, cantante e produttore discografico italiano († 2023)
- 1º giugno - Levern Tart, cestista statunitense († 2010)
- 1º giugno - Faramarz Zelli, calciatore iraniano († 2025)
- 2 giugno - Stefan Behrens, attore e doppiatore tedesco
- 2 giugno - Tony Buzan, psicologo inglese († 2019)
- 2 giugno - Colette Goossens, ex nuotatrice belga
- 2 giugno - Ėduard Malafeeŭ, allenatore di calcio e ex calciatore sovietico
- 3 giugno - Jean-Louis Bertuccelli, regista e sceneggiatore francese († 2014)
- 3 giugno - Anita Harris, attrice e cantante inglese
- 3 giugno - Curtis Mayfield, cantante, chitarrista e compositore statunitense († 1999)
- 3 giugno - Ronald L. Numbers, storico della scienza statunitense († 2023)
- 4 giugno - Jan Wienese, ex canottiere olandese
- 5 giugno - Luciano Canfora, filologo classico, grecista e storico italiano
- 5 giugno - Gianni Manganelli, regista e sceneggiatore italiano († 2016)
- 5 giugno - Ivan Novák, calciatore cecoslovacco († 2024)
- 5 giugno - Teodoro Obiang Nguema Mbasogo, politico e generale equatoguineano
- 5 giugno - Erich Trapp, bizantinista austriaco
- 5 giugno - Una Chi, scrittrice, germanista e traduttrice italiana († 2021)
- 6 giugno - Mario Chaldú, calciatore argentino († 2020)
- 6 giugno - Paul Esswood, controtenore inglese
- 6 giugno - Ignazio Masulli, storico italiano
- 6 giugno - Sandra Morgan, ex nuotatrice australiana
- 6 giugno - Ulrike Ottinger, regista e sceneggiatrice tedesca
- 6 giugno - Norberto Rivera Carrera, cardinale e arcivescovo cattolico messicano
- 6 giugno - Gideon Toury, traduttore e linguista israeliano († 2016)
- 6 giugno - Gianfranco Trombetti, ex pilota automobilistico italiano
- 6 giugno - Jean-Pierre Verheggen, scrittore e poeta belga († 2023)
- 7 giugno - Lloyd Ahern II, direttore della fotografia statunitense
- 7 giugno - Carlo Alberto Contini, paroliere e compositore italiano
- 7 giugno - Muʿammar Gheddafi, rivoluzionario, politico e militare libico († 2011)
- 7 giugno - Anneke Grönloh, cantante olandese († 2018)
- 7 giugno - Benő Káposzta, calciatore ungherese († 2025)
- 7 giugno - Angelo Provasoli, economista e dirigente d'azienda italiano
- 7 giugno - Domenico Sigalini, vescovo cattolico italiano
- 8 giugno - Antonio De Salvo, magistrato, funzionario e esperantista italiano († 2021)
- 8 giugno - Antonello De Sanctis, paroliere e scrittore italiano († 2015)
- 8 giugno - Rudi Dornbusch, economista tedesco († 2002)
- 8 giugno - Jacques Dubochet, biochimico svizzero
- 8 giugno - Mirosława Sarna, ex lunghista polacca
- 8 giugno - Andrew Weil, medico statunitense
- 8 giugno - Horst Wolter, ex calciatore tedesco
- 9 giugno - Bruno Giovannini, calciatore italiano († 2023)
- 9 giugno - Ulf Hannerz, antropologo svedese
- 10 giugno - Willy Allemann, calciatore svizzero († 2009)
- 10 giugno - Antonio Lia, politico italiano
- 10 giugno - Nishihira Kosei, maestro di karate giapponese († 2007)
- 10 giugno - Giuliano Silvestri, politico italiano († 2020)
- 11 giugno - Parris Glendening, politico statunitense
- 11 giugno - Pierre Michel, docente francese
- 11 giugno - Nunzio Todisco, tenore italiano
- 12 giugno - Len Barry, cantante statunitense († 2020)
- 12 giugno - Sherwood Idso, fisico, idrologo e meteorologo statunitense († 2024)
- 12 giugno - Jang Chang-seon, lottatore sudcoreano
- 12 giugno - Adalbert Leitner, sciatore alpino austriaco († 2015)
- 12 giugno - David Rumelhart, psicologo statunitense († 2011)
- 12 giugno - Bert Sakmann, fisiologo tedesco
- 12 giugno - Ivan Wernisch, poeta, scrittore e artista ceco
- 13 giugno - Abdulsalami Abubakar, politico e generale nigeriano
- 13 giugno - James Carr, cantante statunitense († 2001)
- 13 giugno - Julian Chela-Flores, fisico e astrofisico venezuelano
- 13 giugno - Joseph Stappers, ex pallanuotista belga
- 14 giugno - Allen Daviau, direttore della fotografia statunitense († 2020)
- 14 giugno - Tony Gray, allenatore di rugby a 15 e ex rugbista a 15 gallese
- 14 giugno - Jonathan Raban, scrittore e viaggiatore britannico († 2023)
- 14 giugno - Andy Irvine, musicista irlandese
- 14 giugno - Pertti Purhonen, pugile finlandese († 2011)
- 15 giugno - Ian Greenberg, dirigente d'azienda canadese († 2022)
- 15 giugno - Nigel Holmes, grafico e illustratore britannico
- 15 giugno - Peter Norman, velocista australiano († 2006)
- 16 giugno - Giacomo Agostini, pilota motociclistico italiano
- 16 giugno - Bruno Beretti, ex calciatore italiano
- 16 giugno - Paul Jones, wrestler statunitense († 2018)
- 16 giugno - Stefano Ruggieri, neurologo italiano
- 17 giugno - Muhammad al-Barādeʿī, politico e diplomatico egiziano
- 17 giugno - Julius Maslovat, ingegnere e scultore polacco
- 17 giugno - Antonio Quattrocchi, politico italiano († 2024)
- 17 giugno - Rafael Santos, calciatore argentino († 2017)
- 17 giugno - Nicola Trussardi, stilista e imprenditore italiano († 1999)
- 18 giugno - Celly Campello, cantante, conduttrice televisiva e conduttrice radiofonica brasiliana († 2003)
- 18 giugno - Roger Ebert, critico cinematografico statunitense († 2013)
- 18 giugno - Thabo Mbeki, politico sudafricano
- 18 giugno - Paul McCartney, cantautore, compositore e polistrumentista britannico
- 18 giugno - Rosanna Minozzi, politica italiana
- 18 giugno - Samuel Oliva, cestista argentino († 2015)
- 18 giugno - Joseph Anthony Pepe, vescovo cattolico statunitense
- 18 giugno - Philippe Piat, ex calciatore francese
- 18 giugno - Francesco Raffaele Piccolo, politico italiano († 2021)
- 18 giugno - Carl Radle, bassista statunitense († 1980)
- 18 giugno - Nick Tate, attore australiano
- 18 giugno - Riitta Uosukainen, politica finlandese
- 18 giugno - Hans Vonk, direttore d'orchestra olandese († 2004)
- 19 giugno - Jos Brink, attore, cabarettista e conduttore televisivo olandese († 2007)
- 19 giugno - Mario Gabelli, economista e filantropo statunitense
- 19 giugno - Bob Kasten, politico statunitense
- 19 giugno - Tanya Lopert, attrice francese
- 19 giugno - Vasco Lourenço, militare portoghese
- 19 giugno - Jeff Moss, compositore, paroliere e scrittore statunitense († 1998)
- 19 giugno - Georgi Sokolov, calciatore bulgaro († 2002)
- 19 giugno - Bernard Zitzermann, direttore della fotografia francese († 2018)
- 20 giugno - Homayoun Behzadi, calciatore iraniano († 2016)
- 20 giugno - Gu Hua, scrittore cinese
- 20 giugno - Juha Harjula, cestista finlandese († 2020)
- 20 giugno - Lee Byeong-gu, ex cestista sudcoreano
- 20 giugno - Ēdoward Margarov, allenatore di calcio e ex calciatore sovietico
- 20 giugno - Michèle Pialat, nuotatrice francese († 2021)
- 20 giugno - Chelcie Ross, attore statunitense
- 20 giugno - Neil Trudinger, matematico australiano
- 20 giugno - Brian Wilson, cantautore, musicista e compositore statunitense († 2025)
- 21 giugno - Seiji Aochi, saltatore con gli sci giapponese († 2008)
- 21 giugno - Norbert Brunner, vescovo cattolico svizzero
- 21 giugno - Herbert Dimmeler, ex calciatore svizzero
- 21 giugno - Marjorie Margolies-Mezvinsky, politica e giornalista statunitense
- 21 giugno - Carlo Piccardi, musicologo, critico musicale e saggista svizzero
- 21 giugno - Peter Schetty, pilota automobilistico svizzero
- 21 giugno - Henry S. Taylor, poeta, traduttore e anglista statunitense
- 21 giugno - Flaviano Vicentini, ciclista su strada italiano († 2002)
- 21 giugno - Saverio Zavettieri, politico e sindacalista italiano
- 22 giugno - Claudio Costa, artista italiano († 1995)
- 22 giugno - Murphy Dunne, musicista, attore e doppiatore statunitense
- 22 giugno - Joop Jochems, allenatore di calcio e ex calciatore olandese
- 22 giugno - Laila Freivalds, politica svedese
- 22 giugno - Tommaso Mancia, politico italiano († 2007)
- 23 giugno - Dieter Below, ex velista tedesco
- 23 giugno - Anna Beneck, nuotatrice italiana († 2013)
- 23 giugno - Peter J. Biondi, politico statunitense († 2011)
- 23 giugno - Antonino Colajanni, antropologo italiano
- 23 giugno - Maria Fletcher, ex modella statunitense
- 23 giugno - James Marcus, attore britannico († 2020)
- 23 giugno - Amélie Mirkowitch, ex nuotatrice francese
- 23 giugno - Giorgio Pizzol, politico italiano
- 23 giugno - Martin Rees, astronomo e cosmologo inglese
- 23 giugno - Hannes Wader, cantautore tedesco
- 24 giugno - Silvio Beretta, politico e politologo italiano
- 24 giugno - Antoine Berman, filosofo e traduttore francese († 1991)
- 24 giugno - Arthur Brown, cantante britannico
- 24 giugno - Giovanni Dotoli, francesista e poeta italiano
- 24 giugno - Eduardo Frei Ruiz-Tagle, ingegnere e politico cileno
- 24 giugno - Colin Groves, antropologo e zoologo britannico († 2017)
- 24 giugno - Michele Lee, attrice statunitense
- 24 giugno - Ruggero Miti, regista, produttore televisivo e attore italiano
- 24 giugno - Gerhard Roth, scrittore austriaco († 2022)
- 25 giugno - Anatolij Petrovič Bugorskij, fisico russo
- 25 giugno - Joe Chambers, batterista, pianista e vibrafonista statunitense
- 25 giugno - Grete Grander, ex sciatrice alpina austriaca
- 25 giugno - Guillermo Hernández, ex calciatore messicano
- 25 giugno - Piero Morgia, attore italiano
- 25 giugno - Luis Paz, calciatore colombiano († 2015)
- 25 giugno - Willis Reed, cestista, allenatore di pallacanestro e dirigente sportivo statunitense († 2023)
- 25 giugno - Luis Pedro Santamarina, ciclista su strada spagnolo († 2017)
- 25 giugno - Bruno Santon, calciatore italiano († 2023)
- 25 giugno - Norman J. Warren, regista, montatore e produttore cinematografico inglese († 2021)
- 25 giugno - Wolfgang Zerlett, attore tedesco
- 26 giugno - J.J. Dillon, ex wrestler statunitense
- 26 giugno - Virgilia Figueredo, ex cestista paraguaiana
- 26 giugno - Gilberto Gil, cantante, musicista e politico brasiliano
- 26 giugno - Antonella Murgia, attrice italiana († 2015)
- 26 giugno - Kazuo Saitō, marciatore giapponese († 2006)
- 26 giugno - Giancarlo Tapparo, politico italiano
- 26 giugno - Larry Taylor, bassista e chitarrista statunitense († 2019)
- 27 giugno - Chris Irwin, ex pilota automobilistico britannico
- 27 giugno - Bruce Johnston, musicista e cantante statunitense
- 27 giugno - Frank Mills, pianista canadese
- 27 giugno - Peter Mitterrutzner, attore e attore teatrale italiano
- 27 giugno - Antonio Munguía, calciatore messicano († 2018)
- 27 giugno - Jérôme Savary, attore, regista e commediografo argentino († 2013)
- 28 giugno - Valdis Birkavs, politico lettone
- 28 giugno - Alfredo Cerruti, produttore discografico, autore televisivo e cantante italiano († 2020)
- 28 giugno - Chris Hani, attivista e politico sudafricano († 1993)
- 28 giugno - Lella Ravasi Bellocchio, psicologa e saggista italiana
- 28 giugno - Rupert Sheldrake, biologo, biochimico e saggista britannico
- 28 giugno - Terje Skarsfjord, allenatore di calcio norvegese († 2018)
- 28 giugno - Hans-Joachim Walde, multiplista tedesco († 2013)
- 28 giugno - Frank Zane, culturista statunitense
- 29 giugno - Virginio Bettini, politico italiano († 2020)
- 29 giugno - Andrea Jonasson, attrice teatrale tedesca
- 29 giugno - Zigmantas Kiaupa, storico e archivista lituano
- 29 giugno - Wolfgang Kramer, inventore e autore di giochi tedesco
- 29 giugno - Oscar Simonton, oncologo e psicologo statunitense († 2009)
- 29 giugno - Tony Vogel, attore britannico († 2015)
- 30 giugno - Robert Ballard, oceanografo e archeologo statunitense
- 30 giugno - Ron Harris, allenatore di hockey su ghiaccio e ex hockeista su ghiaccio canadese
- 30 giugno - Timo Liekoski, allenatore di calcio finlandese
- 30 giugno - Jean-Baptiste Ouédraogo, politico e militare burkinabé
- 30 giugno - Klaus Renft, musicista tedesco († 2006)
- 30 giugno - Kjell Rodian, ciclista su strada danese († 2007)
- 30 giugno - Dennis Rogan, barone Rogan, politico britannico